# Eric Coates
Eric Francis Harrison Coates (* 27. August 1886 in Hucknall; † 21. Dezember 1957 in Chichester) war ein englischer Komponist und Bratschist.

## Leben und Werk
Eric Coates war Sohn eines Arztes und zeigte früh Interesse an Musik. Er erhielt in Nottingham Unterricht zunächst auf der Geige, dann auf der Bratsche bei Georg Ellenberger (seinerseits Schüler von Joseph Joachim), außerdem in Harmonielehre bei Ralph Horner. Ab 1906 studierte er an der Royal Academy of Music in London, wo Lionel Tertis sein Bratschenlehrer wurde, Coates aber auf Veranlassung des Institutsdirektors Alexander Mackenzie, der sein Talent erkannte, auch Kompositionsunterricht bei Frederick Corder erhielt. 1912 bis 1919 wirkte Coates als Erster Bratschist im Queen’s Hall Orchestra unter Henry Wood, außerdem auch in anderen Orchestern unter zahlreichen namhaften Dirigenten. Bei einer Konzerttournee des Hambourg String Quartet nach Südafrika vertrat er Lionel Tertis. Das Bratschenspiel gab Coates infolge einer Neuritis der linken Hand 1919 jedoch auf und widmete sich ganz der Komposition.

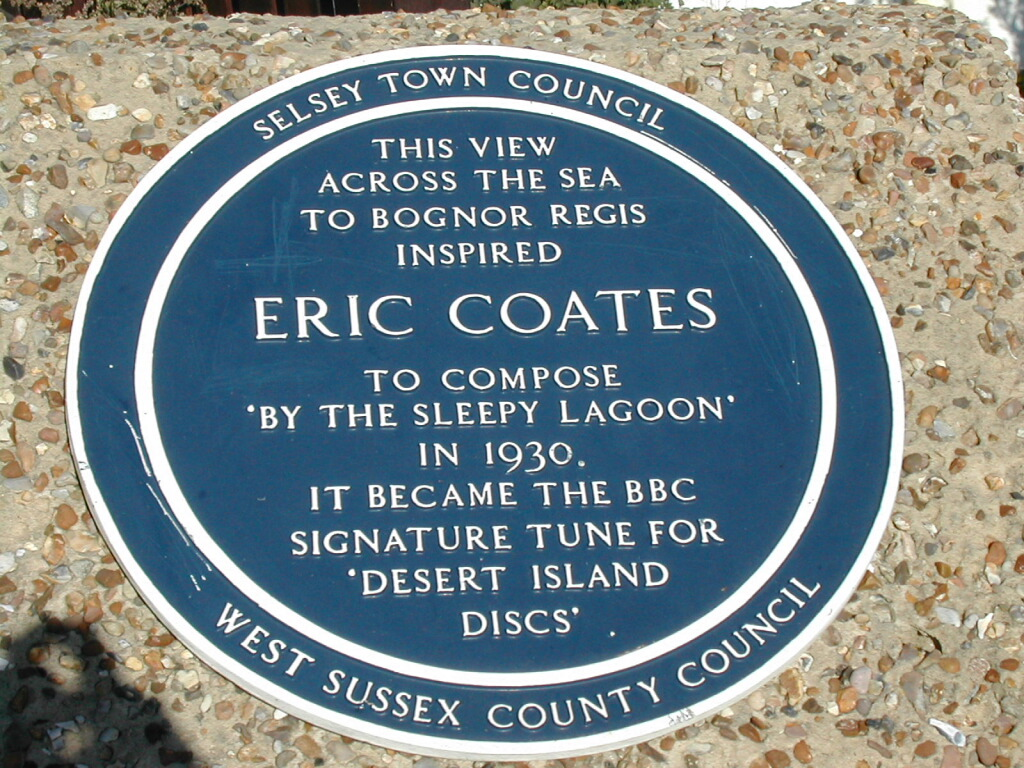
Gedenkplakette für Eric Coates in Selsey, West Sussex

Als Komponist wurde Coates bereits 1909 mit dem Lied Stonecracker John auf einen Text von Frederic Weatherly, mit dem ihn eine lebenslange Zusammenarbeit verbinden sollte, bekannt. 1911 nahm Wood seine Miniature Suite in das Programm der Proms auf. In der Folge entwickelte sich Coates zu einem der wichtigsten Vertreter der sogenannten „British Light Music“ als Komponist zahlreicher eingängiger Orchestersuiten, Fantasien, Märsche und Walzer. Hinzu kamen etwa 160 Lieder, auch auf Texte seiner Frau Phyllis Black oder von Arthur Conan Doyle. Stilistisch wurde er anfangs von Arthur Sullivan beeinflusst, nahm aber auch Einflüsse deutscher Musik auf, etwa von Richard Strauss, wie seine farbig instrumentierten Orchesterwerke zeigen.
Einige der Kompositionen von Eric Coates wurden zu Kennmelodien britischer Rundfunk- und Fernsehsendungen, etwa der Marsch Knightsbridge aus der London Suite (1933) zur BBC-Sendung „In Town Tonight“ für fast 30 Jahre. Der Marsch Calling All Workers eröffnete die Sendung „Music While You Work“ während des Zweiten Weltkriegs. Die seit 1942 im Kulturprogramm der BBC wöchentlich ausgestrahlte Sendung Desert Island Discs wird bis heute (Stand 2022) mit dem Orchesterstück By the Sleepy Lagoon von Coates eingeleitet. Halcyon Days aus The Three Elizabeths Suite wurde posthum (1967) Titelmelodie der BBC-Fernsehserie The Forsyte Saga. Coates schrieb auch Teile der Musik zu dem Film The Dam Busters.
Eric Coates war Gründungsmitglied und Direktor der Performing Right Society, trat auch als Dirigent eigener Musik in Erscheinung und veröffentlichte 1953 seine Autobiographie unter dem Titel „Suite in Four Movements“. Sein Sohn Austin Coates (1922–1997) trat ebenfalls als Schriftsteller hervor.
Coates wurde im Golders Green Crematorium in London eingeäschert, wo sich auch seine Asche befindet.